# Balladopera
Balladopera (engelska Ballad opera) är ett sångspel med talad dialog och visinlagor, som hade sin blomstringstid under andra hälften av 1600-talet och första hälften av 1700-talet. Sånginlagorna var i allmänhet folkvisor och andra kända melodier, till vilka ny text hade skrivits.
Den mest kända är John Gays och Johann Christoph Pepuschs Tiggaroperan (1728), en satir på den klassiska italienska operan. Handlingen förlades i dessa till samtiden. Framgångarna med Tiggaroperan gjorde att den redan året därpå följdes av Polly, med huvudkaraktären hämtad från Tiggaroperan. Andra berömda balladoperor var Love in a village (1762) av Isaac Bickerstaffe och Thomas Arne, Rosina (1782) av Frances Brooke och William Shield samt No song, no supper av Prince Hoare och Stephen Storace.